# Projet OVNI
Projet OVNI (Jeopardy) est une série télévisée britannique en quarante épisodes de 24 minutes créée par Tim O'Mara et diffusée entre le 26 avril 2002 et le 11 mai 2004 sur BBC One.
En France, la série a été diffusée à partir d'avril 2003 sur Eurêka !, et au Québec à partir du 19 septembre 2004 à Télé-Québec.

## Synopsis
Huit étudiants écossais, passionnés de phénomènes ufologiques, s'en vont en Australie pour étudier les ovnis. C'est un groupe de quatre garçons et quatre filles, nommés David, Sara, Chrissie, Léon, Simon, Harry, Lucie et Shonna. Arrivés là-bas, des événements bizarres se produisent et ils sont constamment recherchés par les autorités. Le « symptôme de l'œil rouge » les frappe, et un à un les étudiants disparaissent.

## Distribution

### Acteurs principaux
- Samantha Bowie : Lucy Jefferson
- Kari Corbett (en) : Sarah Fitzwilliam
- Gordon McCorkell (en) (VF : Vincent De Boüard) : David Hedges
- Craig-James Moncur (en) : Harry Hastings
- Shelley O'Neill : Shona Campbell
- James Anthony Pearson (en) : Simon Tudor
- Stanley Smith : Leon Duffy
- Charli Wilson : Chrissie McAteer

### Acteurs récurrents
- Steven Vidler (en) (VF : Bruno Magne) : Gerry Simmons
- Tammy MacIntosh (en) : Melissa (saison 1)
- Ilana Gelbart : Ruby Taylor (saison 2)
- Sharryn Gelbart : Ann Taylor (saison 2)
- Caroline Dunphy (VF : Martine Irzenski) : Helen Stanich (saisons 2 et 3)
- Peta Sergeant : Professeur Sharpe (saison 3)

 Source et légende : version française (VF) sur RS Doublage